# میرزا حسین کسمایی
میرزا حسین کسمایی (متولد ۱۲۴۴- درگذشت ۱۲۹۹) شاعر، روزنامه‌نگار، نویسنده و نقاش گیلانی و مشروطه خواه فعال در جنبش مشروطه‌خواهی گیلان (۲۰–۱۹۱۵) به رهبری میرزا کوچک خان جنگلی بود. او از اعضای هیئت منتخب مجلس عالی در روز فتح تهران بود. وی در سال ۱۲۹۹ درگذشت. او در هنگام مرگ ۵۴ سال داشت.

## اوان زندگی و تحصیلات
پدرش آقا محمدابراهیم ارباب کسمائی از تجار فعال در رشت، متولد روستای کسما بود. از ارباب سه فرزند ذکور به وجود آمد بزرگ‌ترین شان آقا میرزا حسین خان معروف به کسمائی است. دوم آقای آقا محمد آقا، سوم آقای علی آقا. علی آقا در جوانی درگذشت، معروف است که خودکشی کرده‌است. کسمائی نوکری نکرد. او در جوانی در رشت علوم دینی تحصیل کرد در همین ایام نیز نزد مسیو ژان فرانسوی، زبان فرانسه را آموخت و برای ادامه تحصیلات اش به کربلا رفت. در این زمان عمامه و ریش بلندی داشت. پس از دو سال به گیلان برگشت و به عنوان شیخ حسین شناخته شد. بازارچه سبزه میدان رشت و قریه سالکسر فومن از پدر به او ارث رسید.
شوق به تکمیل تحصیل و آگاه شدن از علوم و هنر جدید میرزا حسین خان را اغلب به مطالعه در کشورهای بیگانه و شناخت پدیده‌های علمی در جهان غرب سوق داد. پس از فوت پدرش، بازارچه سبزه میدان رشت را فروخت و به به روسیه رفت، تحصیلات روس و نقاشی کرد و سپس به فرانسه رفت و تحصیل نقاشی را تکمیل کرد. او به تهران و وین و پطروگراد و تفلیس هم سفر کرد. او به هشت زبان عربی، روسی، فرانسه، گرجی، ارمنی، گیلکی، فارسی و ترکی مسلط بود. او خطی خوش داشت.
او پسری به نام جهانگیر و دو دختر به نام‌های صنوبر و خورشید داشت.

## فعالیت سیاسی
بعد از یک سال به رشت بازگشت. پس از این سفرها عبا و عمامه را به کت و شلوار تبدیل کرد.
او در رشت به استخدام مدرسه جدید التأسیس وطن درآمد. او خود را به عنوان سخنوری عالی شناساند و به عضویت کمیته مخفی، ستار درآمد که برای شروع انقلاب در گیلان تشکیل شده بود. کمیته با هدف پیروزی انقلاب در دو مرحله شروع به کار کرد: اول تسخیر رشت با زور و تأسیس یک دولت انقلابی و سپس تجهیز یک ارتش انقلابی که نهایتاً به تهران بتازد و با کمک سواران ایل بختیاری محمدعلی شاه را ساقط کند.
او در زمانی حدود ۱۹۰۸–۹ همزمان با دوره استبداد صغیر، که جنبش مشروطه تحت سرکوب محمد علی شاه بود به‌طور مخفیانه با کشتی به بادکوبه و از آنجا به تفلیس رفت و در مذاکره با کمیته اجتماعیون عامیون قفقاز چند گرجی بمب ساز با خود به رشت برد. او و همپیمانان اش هفتاد روز از آن‌ها به‌طور مخفی نگهداری کردند.
در فوریه ۱۹۰۹، کسمایی به همراه محمدعلی تربیت دیگر مشروطه خواه وفادار، حمله‌ای را به دارالحکومه رهبری کرد و پس از چندی نزاع نگهبانان را تسلیم کرد و حاکم رشت کشته شد.

صفحه اول روزنامه جنگل، به مدیرمسئولی میرزا حسین کسمایی

او مسئول قتل اعدام گونه حاج شیخ علی فومنی، یک روحانی ضد مشروطه اهل رشت در خانه‌اش در آوریل ۱۹۰۹ بود. در تابستان ۱۹۱۹ افسر سیاسی بریتانیا در رشت به تهران گزارش داد که در حدود ۱۳ سال پیش، این او [یعنی کسمایی] بود که همراه دیگر مجاهدین از خانه آقا شیخ علی مجتهد بازدید کرد و به او در حضور خانواده اش شلیک کرد و او را کشت. وقتی به خانه‌اش برمی‌گشت شنید که شیخ نمرده و پزشکی فرستاده شده‌است؛ لذا باز به خانه‌اش برگشت و به در کوبید و گفت «دکتر ماوزر [نوعی تفنگ] آمده.» وقتی وارد شد و دید شیخ هنوز زنده‌است گلوله‌های بیشتری به بدن و سرش شلیک کرد.
پس از تسخیر رشت، مشروطه خواهان به تهران پیش رفتند و پس از چند ماه جنگ مشروطه را باز مستقر کردند. او نیروها را همراهی کرد و بار دیگر در تهران خود را به عنوان روزنامه‌نگاری قابل نشان داد. او از اعضای هیئت منتخب مجلس عالی در روز فتح تهران بود. او با وجود اصرار فراوان پست دولتی قبول نکرد.
پس از این که تزاریها رشت را گرفتند او به اروپا رفت و انجمنها را در اواخر ۱۹۱۱ تعطیل کرد. او پس از شروع جنگ جهانی اول وقتی جنبش انقلابی جنگ از پاییز ۱۹۱۵ در جریان بود به رشت برگشت. جنگلیها هیئت اتحاد اسلام را به عنوان بازوی نظامی شان تشکیل داده بودند. کسمایی جنگلیها را سرزنش کرد و به عنوان سازمان شان خندید. نهایتاً پیش از عضویت او در جنبش و دبیری او بر چند شمارهٔ جنگل، روزنامه جنگلیها، هیئت با واژه کمیته جایگزین شد. او مناقشاتی با حاج احمد کسمایی رهبر جناح راست جنبش داشت. با این وجود او با میرزا کوچک خان که در این زمان جناح چپ جنبش را هدایت می‌کرد ماند. این همکاری تا حمله بریتانیاییها در اوایل ۱۹۱۹ ادامه یافت. در آن زمان او عفو گرفت و از فعالیت‌های سیاسی کناره گرفت و به کشاورزی مشغول شد. او در تشکیلات جنگل می‌زیست ولی کاری به اداره آن نداشت.
نام حسین کسمایی در تاریخ به عنوان یک ارباب مشروطه خواه سقوط کرده‌است. او در واقع احساسات بورژوایی داشت که بعداً با پیوستن اش به جنبش جنگل افراطی شد. به نظر می‌رسد در برخی مقاطع فعالیت‌های سیاسی او فعالیت‌های مذهبی اش را تعطیل کرد. این را احتمالاً در ۱۹۰۸، همان‌طور که دوست اش میرزا کوچک خان جنگلی در پی به توپ بستن مجلس چنان کرده بود. الدرید جایی گزارش کرده «او حشیش می‌کشید و نتیجتاً قابل اطمینان شناخته نمی‌شود. او به طرز نابخردانه‌ای عرق را دوست دارد».
حسین کسمایی شاعر هم بود و به فارسی و گیلکی می‌سرود. مجموعه‌ای از اشعار اش در گلچینی به ویرایش ابراهیم فخرایی منتشر شده‌است. او در ۱۹۲۱ در اثر مشکلات کلیه درگذشت. میرزا کوچک خان جنازه اش را با تشریفات در سلیمان داراب به خاک سپرد.

## نمونه اشعار

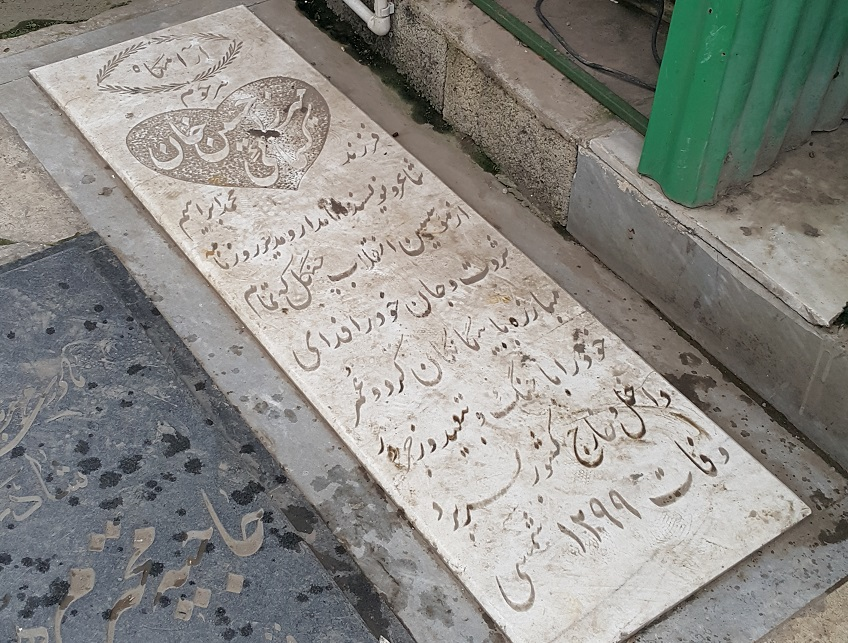
قبر کسمایی در سلیمان داراب

| جه اراشیم، فاگیریم، قزوین و تهرانا عمو        |  | جه اوراشیم، فوخوسیم، ملکه خوراسانا عمو      |
| همه را یا نیشانیم، پاکار، ای جا، رادار ای جا  |  | به فغان آوه ریمی جمله یه افغانا عمو         |
| نه، پونا واخالیمی، نه شهره ناکپورا پسر        |  | الله‌آباد دکن، دارنی و مولتانا عمو           |
| نه سومنات و کجرات و نه رامپو را داداش         |  | نه شکار پور و نه بامپور و نه سیلانا عمو     |
| نه من و مدرس و دهلی و اخالیم، نه بمبئی        |  | نه بنارس، نه مجهلی و نه گوکانا عمو          |
| جه باکو شیم تی فی لیس، جه تی فی لیس تاکوتائیس |  | جه کوتائیس به باطوم، دس به گریبانا عمو      |
| براره گفتنی ره، جومله یه قفقاز می‌شینه         |  | وا، اجور پیلا کونم، جومله یه ایرانا عمو     |
| ا، بجارانا دینی، می ایله جارا فاندری          |  | من حوسین کاشی یم و رشت می‌کاشانه عمو         |
| از کوله ماسوله تا پسخانه پل، ماله اماست       |  | یده بیضا می‌دسه، چوماق می‌ثعبانه عمو          |
| حاجی هاروته فسون سازم و فومن، بابل            |  | هر کی، هر چی بوگویه، در خطه بوطلانه عمو     |
| ا فتربندا دینی، باستیله پاریسا بیدین          |  | خد من یوسفی و، اون چایه زندانه عمو          |
| آسیابم من و گیلانا همه خورداکونم              |  | اون کی می‌گاز دی نی شه، میرزا کوچیک خانه عمو |